# Ştefan cel Mare (Neamţ)
Ştefan cel Mare é uma comuna romena localizada no distrito de Neamţ, na região de Moldávia. A comuna possui uma área de 52.82 km² e sua população era de 3282 habitantes segundo o censo de 2007.